# Казалы (озеро, Северо-Казахстанская область)
Казалы (каз. Қазалы) — озеро в Жамбылском районе Северо-Казахстанской области Казахстана. Находится в 3 км к востоку от села Октябрь.
По данным топографической съёмки 1944 года, площадь поверхности озера составляет 1,32 км². Наибольшая длина озера — 1,6 км, наибольшая ширина — 1,2 км. Длина береговой линии составляет 4,2 км, развитие береговой линии — 1,01. Озеро расположено на высоте 152 м над уровнем моря.